# (23329) Josevega
(23329) Josevega est un astéroïde de la ceinture principale.

## Description
(23329) Josevega est un astéroïde de la ceinture principale. Il fut découvert le 19 janvier 2001 à Socorro (Nouveau-Mexique) par le projet LINEAR. Il présente une orbite caractérisée par un demi-grand axe de 2,32 UA, une excentricité de 0,05 et une inclinaison de 6,4° par rapport à l'écliptique.

## Compléments